# Ту-Бриджес
Ту-Бриджес (англ. Two Bridges) — район на юго-востоке боро Манхэттен, Нью-Йорк. Район ограничивается улицей Саут-стрит на юге, Монтгомери-стрит на востоке, Черри-стрит на севере и Маркет-Слип на западе. Ту-Бриджес находится под юрисдикцией 3-го общественного совета Манхэттена. Своё название квартал Ту-Бриджес (дословно — «два моста») получил по расположенным рядом Манхэттенскому и Вильямсбургскому (либо Бруклинскому) мостам.

## История
Во времена нидерландского владычества на территории района располагались загородные земельные наделы. Впоследствии район стал пристанищем для ирландских и итальянских иммигрантов. Так, район стал родиной для будущего губернатора штата Нью-Йорк, Альфреда Смита, имевшего ирландские и итальянские корни. После Второй мировой войны на территории района начали активно селиться афро- и латиноамериканцы. До постройки в 1950-х годах высотных жилых комплексов район пользовался популярностью у ирландских, итальянских, греческих и еврейских банд. В 1967 году, с завершением новой масштабной застройки, в районе появилось 1400 новых квартир. Общая стоимость застройки составила 44 миллиона долларов. К 1980-м годам Ту-Бриджес был насквозь поражён преступностью и наркоторговлей, однако благодаря усилиям городских властей они постепенно сошли на нет. В 2003 году Ту-Бриджес был внесён в Национальный реестр исторических мест США.

## Население
По данным на 2009 год, численность населения квартала составляла 39 566 жителей. Средняя плотность населения составляла около 25 526 чел./км², превышая среднюю плотность населения по Нью-Йорку более чем в 2,5 раза. В расовом соотношении более половины жителей была представлена азиатами. Средний доход на домашнее хозяйство был почти в 2 раза ниже среднего показателя по городу: $28 744.

## Общественный транспорт
Ту-Бриджес обслуживается станцией Ист-Бродвей линии IND Sixth Avenue Line Нью-Йоркского метрополитена. По состоянию на январь 2013 года в Ту-Бриджесе действовали автобусные маршруты M8, M14D, M21 и B39.
|  |